# ヤマトボックスチャーター
ヤマトボックスチャーター株式会社は、ヤマトホールディングス株式会社に属する運送会社。東京都中央区に本社を置く。

## 概略
ヤマト運輸のボックスチャーター貨物および、幹線集約輸送の受託など貸切輸送企業。

### 沿革
- 2001年（平成13年）3月 -ヤマト運輸の運行事業を行っている一部を移管する形で神奈川地域でグリーンライナー（神奈川）を設立。以後、地域グリーンライナーの設立。
- 西濃運輸（現 セイノーホールディングス）と共同出資で新会社ボックスチャーター株式会社を設立。
- グリーンライナーがボックスチャーター貨物を担当し、専門に取り扱う企業となる。全国のグリーンライナーが順次、ヤマトボックスチャーターへ社名を変更する。
- 2006年（平成18年）7月1日 - ヤマトボックスチャーター（神奈川）が存続会社となり地域ヤマトボックスチャーター会社12社（宮城・岩手・新潟・金沢・静岡・愛知・中国・岡山・四国・福岡・熊本・鹿児島）を吸収合併。本社を東京へ移転。
- 業務内容　約50ヶ所の営業所があり、主にヤマト運輸のベース店を結ぶ幹線集約輸送を担う他、JITBOXチャーター便の集配、幹線輸送も行う。